# 92-я авиационная дивизия
92-я авиационная дивизия, также 92-я истребительная авиационная дивизия — воинское соединение Вооружённых Сил СССР в Великой Отечественной войне.

## История
Управление дивизии формировалась в августе 1941 года в Ленинграде.
В составе действующей армии с 31 августа 1941 года по 10 февраля 1942 года.
В отличие от формировавшихся вместе с дивизией 90-й бомбардировочной и 91-й смешанной авиационных дивизий не существовала исключительно в виде управления, а в течение декабря 1941 - января 1942 года действовала над Ленинградом. Уже по состоянию на 1 февраля 1942 года вновь представляет собой только управление. Известно, что в состав дивизии входили 191-й истребительный авиационный полк (c 17 ноября 1941 по 5 января 1942 года) и 195-й истребительный авиационный полк (с декабря 1941 по 5 января 1942 года)
10 февраля 1942 года управление дивизии расформировано.

## Подчинение
| Дата            | Фронт (округ)       | Армия                | Корпус | Примечания |
| --------------- | ------------------- | -------------------- | ------ | ---------- |
| 01.10.1941 года | Ленинградский фронт | -                    | -      | -          |
| 01.11.1941 года | Ленинградский фронт | -                    | -      | -          |
| 01.12.1941 года | -                   | 52-я отдельная армия | -      | -          |
| 01.01.1942 года | Ленинградский фронт | -                    | -      | -          |
| 01.02.1942 года | Ленинградский фронт | -                    | -      | -          |

## Командиры
- полковник Симоненко, Семён Яковлевич